# Helena Karwacka
Helena Karwacka (ur. 28 czerwca 1930 w Czarnochowicach, zm. 22 stycznia 2017 w Krakowie) – polska historyczka literatury, badaczka Młodej Polski i dwudziestolecia międzywojennego.

## Życiorys
Córka Stefana i Marii. W 1952 ukończyła studia I stopnia na Wydziale Polonistyki Uniwersytetu Jagiellońskiego, studia magisterskie ukończyła na Uniwersytecie Łódzkim – w zakresie bibliotekoznawstwa w 1954, w zakresie filologii polskiej w 1957. Od 1954 była pracowniczką UŁ, w 1962 obroniła pracę doktorską poświęconą Jerzemu Żuławskiemu, habilitowała się w 1969 na podstawie pracy Witold Wandurski, w 1977 otrzymała tytuł profesorski. W latach 1971–1973 była prodziekanką Wydziału Filologicznego, w latach 1971–1979 kierowniczką Zakładu Literatury Polskiej XX wieku. W 1979 została pracowniczką Instytutu Literatury Polskiej Uniwersytetu Warszawskiego, równocześnie pracowała w białostockiej filii UW, gdzie w latach 1981–1993 była dyrektorką Instytutu Filologii Polskiej. W 1979 została mianowana profesorką nadzwyczajną, w 1985 profesor zwyczajną. Przeszła na emeryturę w 2000.
Odznaczona Złotym Krzyżem Zasługi (1974) i Krzyżem Kawalerskim Orderu Odrodzenia Polski (1978), Medalem Komisji Edukacji Narodowej (1978).

## Publikacje
- Witold Wandurski (1968)
- Artur Glisczyński pieśniarz fabrycznej Łodzi (1975)
- Warszawski Kabaret Artystyczno-Literacki Momus (1982)